# Melgar de Fernamental
Melgar de Fernamental è un comune spagnolo di 1 611 abitanti situato nella comunità autonoma di Castiglia e León.
Il comune è stato creato negli anni '70 del XX secolo dall'unione dei preesistenti comuni di Santa María Ananúñez e San Llorente de la Vega, che faceva parte della provincia di Palencia.

## Località
Il comune comprende le località di:
- Melgar de Fernamental (capoluogo)
- San Llorente de la Vega
- Santa María Ananúñez
- Tagarrosa
- Valtierra de Ríopisuerga

## Economia

### Turismo
Monumenti e luoghi di interesse:
- Chiesa del Presupposto della Nostra Signora
- Camera del Cordone
- Camera di Palazuelos
- Hermitage della Nostra Signora di Zorita
- Canale de Castiglia